# ابرمومسانی
حالت اَبَرمومسانی یا فوقِ موم‌سانی یا سوپرپلاستیسیته (انگلیسی: Superplasticity) در علم مواد، حالتی است که در آن یک ماده جامد بلوری به خوبی فراتر از نقطه شکست معمول خود تغییر شکل می‌دهد، که معمولاً در این حالت تغییر شکل کششی بیش از ۲۰۰٪ می‌باشد. ابرمومسانی اولین بار در سال ۱۹۱۲ مشاهده شد و پس از آن به صورت گسترده در فلزات مورد مطالعه قرار گرفت. یکی از غیر معمول‌ترین ملاحظاتی که در زمینه ابرمومسانی مشاهده شده احتمالاً مشاهده تغیر شکل حدود ۲۰۰٪ در آلیاژ Bi-Sn بود که توسط فردی در سال ۱۹۳۴ در اعلام شد، همچنین او ادعا کرد کرد که لغزش مرز دانه اصلی‌ترین دلیلی است که باعث وقوع پدیده ابرمومسانی می‌شود. علاقه به مطالعه در زمینه ابرمومسانی زمانی زیاد شد که مشاهده شد این پدیده در طیف گسترده‌ای از مواد از جمله نانو کریستال‌ها، سرامیک آلیاژ فلزات رخ می‌دهد. در فلزات و سرامیک، الزامات برای به وجود آمدن ابرمومسان اندازه دانه‌های مناسب (کمتر از حدود ۲۰ میکرومتر) و پراکندگی ذراتی که از نظر گرمایی پایدار است که برای پین کردن مرزهای دانه و حفظ ساختار دانه‌های خوب در دماهای بالااست همچنین وجود دوفاز مورد نیاز برای تغییر شکل ابرمومسانی ضروری است. علاوه بر همهٔ این خواص مواد باید نرخ کرنش بالایی نیز داشته باشند تا ابرمومسان به‌شمار بیایند. فرایند ابرمومسانی نه تنها از لحاظ علمی بلکه از لحاظ صنعتی نیز بسیار مورد توجه است که این امکان را برای تولید قطعاتی پیچیده که آهنگری آن‌ها در نرخ‌های کرنش حتی بالاتر نیز به سادگی صورت نمی‌پذیرد می‌دهد تا توسط این فرایند در دمای بالا تولید شوند. این فرایند مشابه تغییر شکل پوسته زمین در خزش در دما و تنش و نرخ کنشی بالا می‌باشد.

## ویژگی‌های ساختاری
ریزساختار نیز نقش بسزائی در شکل‌گیری فرایند ابرمومسانی دارد بدین صورت که این فرایند بر روی فلزاتی با دانه‌های ریز و هم محور قابل انجام است. به علاوه زیرساختار باید دارای مقاومت بالایی در برابر رشد اندازه دانه‌ها باشد تا در دمای بالا این فرایند و هم‌زمان با آن ساختار ریزدانه مورد نظر از بین نرود. از این رو علاوه بر فلزات تک فاز ریزدانه عملیات ابرمومسان بر روی فلزات و آلیاژهای دو فاز با مقاومت بالا در برابر رشد دانه نیز قابل انجام است. ساختار ابرمومسان‌ها دارای حساسیت بالا نسبت به نرخ کرنش در حین تغییر شکل کششی هستند. ابرمومسان‌ها معمولاً در مواد با نرخ تنش کم از ۰٫۰۰۱ تا ۰٫۰۰۰۰۱ رخ ی دهد، اما در پژوهش‌های اخیر گزارش شده که تغییر شکل‌های زیاد در موادی با نرخ تنش بزرگتر از ۰٫۰۱ هم رخ داده که بیشتر این مواد آلیاژهای فلزی بودند.
سازوکار میکروسکوپی تغییر شکل در مواد ابرمومسان هنوز به‌طور کامل درک نشده‌است. از زمان مشاهدات اولیه پیرسون تا امروز مدل‌های بسیاری برای ابرمومسان‌ها ارائه شده‌است؛ که اصلی‌ترین آن‌ها لغزش مرز دانه و جریان‌های نفوذی است، از میان این دو نیز بیشترین مکانیزمی که مورد تأیید قرار گرفته‌است لغزش مرز دانه یا (GBS)است.
GBS با فرض اینکه لغزش‌ها با حرکت نابجایی‌ها رخ می‌دهد مدلسازی شده‌است.
این مدل‌ها می‌توانند اندازه دانه، دماو روند نرخ کرنشی را که منجر به شکل‌گیری ابرمومسانی می‌شوند تخمین بزنند که این موضوع در روش‌های مهندسی مورد اهمیت است. به راستی شکل‌دهی ابرمومسان آلیاژهای آلومینیوم، تیتانیوم و آلیاژهای پایه نیکل دمای بالا به صورت یکنواخت در صنعت انجام می‌پذیرد. یک مشکل بزرگ این فرایند نرخ‌های کرنش پایین در تولید است که منجر به بالا رفتن هزینه‌ها می‌شود. در ابرمومسانی هزینه‌های مربوط به انرژی کاهش پیدا کرده ولی نرخ کرنش و تولید نیز کم می‌شود.

## شکل‌دهی
فرم‌دهی ابرمومسان یک روش صنعتی برای تولید مواد پیچیده و گرانبها از بعضی از مواد مخصوصی است. فرایند شکل‌دهی ابرمومسان یکی از فرآیندهای مهم برای شکل‌دهی اجزای ورقی نازک و سبک بوده که به کمک آن می‌توان اشکال پیچیده با کمترین دور ریز تولید کرد. در این فرایند، شکل‌دهی با بهره‌گیری از خصوصیت شکل‌پذیری بالای آلیاژهای ابرمومسان، به کمک فشار گاز و دمای بالا انجام می‌گیرد. از بین روش‌های متعدد شکل‌دهی ابرمومسان فرایند شکل‌دهی توسط دمیدن معمول‌ترین زوش شناخته شده‌است. در این فرایند قالب‌ها و ورق معمولاً در دمای شکل‌دهی نگه داشته می‌شوند و فشار گازی که به ورق اعمال می‌شود سبب شکل گرفتن ورق به داخل قالب پایینی می‌شود.
اطلاع از خصوصیات ماده، شرایط شکل دهی، شرایط اصطکاکی و دیگر پارامترهای فرایند برای ساخت و تولید بهینه قطعات ضروری است. بدون چنین اطلاعاتی نمی‌توان ابزارهای شکل‌دهی را به درستی طراحی کرد و نتیجه فرایند را پیش‌بینی نمود. فرایندهای طراحی بهینه شامل تعیین متغیرهای طراحی مورد نیاز از طریق آنالیز فرایند و بهینه‌سازی با قیدها و ورودی‌های معین می‌باشد. برای مثال، برای بهینه کردن توان حساسیت به نرخ کرنش باید سیکل فشار مناسبی برای کنترل نرخ کرنش در طی شکل‌دهی انتخاب نمود. برای ای کار از نرم‌افزارهای المان محدود به‌طور گسترده استفاده می‌شود.
در شکل‌دهی ابرمومسان، کنترل توزیع ضخامت مسئله بسیار مهمی است. در فرایند شکل‌دهی ابرمومسان معمول، غیر یکنواختی در توزیع مشاهده می‌شود. از سال۱۹۸۲، روش‌های کنترل توزیع ضخامت در شکل‌دهی ابرمومسان توسعه پیدا کرده‌اند. به دلیل خصوصیات فرایند شکل‌دهی ابرمومسان، توزیع ضخامت محصول غیر یکنواخت می‌باشد و اثر توزیع ضخامت نهایی در فرایند شکل‌دهی ابرمومسان بر روی خصوصیات مکانیکی محصول بسیار مهم است؛ بنابراین مطلوب است فرایندی طراحی کنیم که توزع ضخامت نهایی یکنواختی داشته باشد. هر چند که مقداری انحراف با توجه به تماس بین ابزار و ورق، اجتناب ناپذیر است. محققین بسیاری اثر پارامترهای مختلف از جمله ضریب اصطکاک، حساسیت به نرخ کرنش را بر روی توزیع ضخامت مطالعه کردند

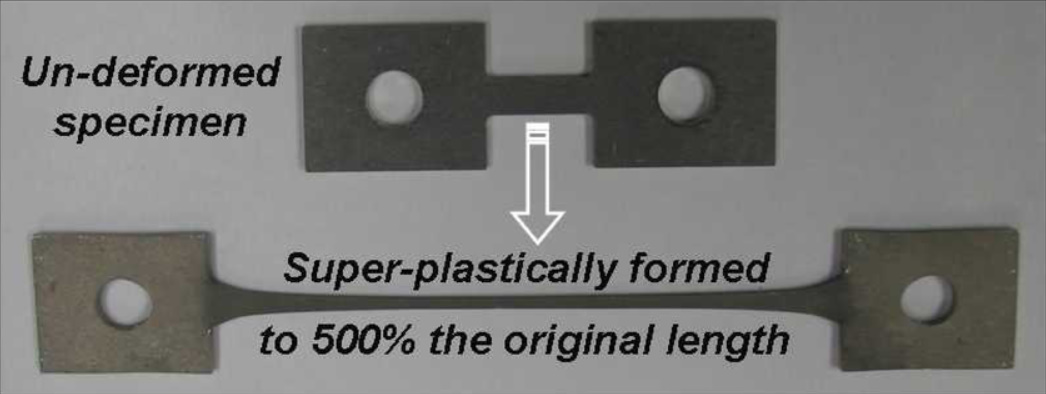
تغییر شکل ابرمومسان

### فرایند شکل‌دهی
برای شروع دمای ماده بالا را بالا می‌بریم تا خاصیت ابرمومسانی را افزایش بدهیم، برای آلیاژهای تیتانیمی و بعضی از فولادهای ضدزنگ ای افزایش دما در حدود ۹۰۰ درجه می‌باشد و برای بعضی از آلیاژهای آلومینیومی این دما بین۴۵۰ تا ۵۳۰ است. در این شرایط مواد بسیار نرم می‌شوند در نتیجه فرایندها که معمولاً براساس خواص موم‌سان‌ها می‌باشند اجرا می‌کنیم. این فرایندها اکثراً شکل‌دهی حرارتی، قالب‌گیری بادی و شکل‌دهی حرارتی خلاء است. اکنون فشار گاز بی‌اثر در ورقه ابرمومسانی اعمال می‌شود و باعث می‌شود که آن را به یک ماده خرد تبدیل کند.

### مزایا و معایب شکل‌دهی
اصلی‌ترین مزیت این روش اینست که می‌توانیم قطعات کاری بزرگ و پیچیده را در یک فرایند فرم داد. همچنین دیگر در آن تورفتگی و برآمدگی یا تنش‌های پسماند نیست. در این روش می‌توانیم قطعات بزرگتر با وزن کمتر ساخت که در صنایع هوافضا بسیار پراهمیت است، همان‌طور که مک دونالد داگلاس از طراحی به روش فرم دهی موم‌سان در تولید F-15در دهه ۸۰ میلادی استفاده کرد، آن‌ها از فناوری تولید تجهیزات و ابزارها در سنت لوئیس کردند؛ و با استفاده از هر دو فناوری صفحه گرم و فناوری لامپ کوارتز با رهبری ری کیتلسون، ون مولر و دیوید رائه محصول خود را توسعه دادند.
بزرگترین عیب این روش فرم دهی سرعت پایین انجام این پروسه است. مدت زمان هر سیکل از دو دقیقه تا دو ساعت متفاوت است و به همین دلیل اسیت که برای تولید محصولات با حجم کم استفاده نمی‌شود. یکی دیگر از معایب آن غیر یکنواختی ضخامت محصول تولید شده‌است. هرچند امروزه چند روش جدید هستند که یکنواختی ضخامت در محصولات بسیار بهبود بخشیده‌است که یکی از این روش‌ها استفاده از گاز با فشار متغیر به جای گاز با فشار ثابت است.

## آلومینیوم و آلیاژهای مبتنی بر آن
آلیاژهای آلومینیومی SPF قادر به کشش چند برابر اندازه اصلی خود و بدون خرابی در هنگام گرم شدن بین ۴۷۰ تا ۵۲۰ درجه سانتیگراد هستند. این آلیاژهای رقیق حاوی زیرکونیوم، که بعداً با نام تجاری SUPRAL شناخته می‌شوند، به سختی کار می‌کردند تا ورق بزنند و به صورت پویا به اندازه دانه ریز پایدار، به‌طور معمول ۴–۵ میکرومتر، در مراحل اولیه تغییر شکل داغ متبلور شدند. همچنین شکل‌گیری فوق‌العاده موم‌سان یک فناوری پردازش خالص است که با کاهش تعداد قطعات و الزامات مونتاژ، هزینه ساخت و مونتاژ را به طرز چشمگیری کاهش می‌دهد. پیش‌بینی می‌شد با استفاده از فناوری SPF، برای بسیاری از مجموعه‌های هواپیما مانند مخروط بینی و مجامع بشکه بینی ۵۰ درصد کاهش هزینه تولید حاصل شود. از دیگر اسپین آف‌ها می‌توان به کاهش وزن، از بین بردن هزاران اتصال دهنده، از بین بردن ترکیب برجسته و کاهش قابل توجه در تعداد قطعات اشاره کرد. دستیابی به موفقیت برای آلیاژهای ابرمومسان Al-Cu توسط Stowell , Watts و Grimes در سال ۱۹۶۹ ساخته شد که اولین بار از چندین آلیاژ آلومینیوم رقیق (Al-6% Cu-0.5% Zr) با معرفی مقادیر نسبتاً زیاد زیرکونیوم به صورت ابرمومسان ارائه شد. راه حل با استفاده از تکنیک‌های ریخته‌گری تخصصی و درمان الکتریکی متعاقب آن برای ایجاد رسوبات بسیار خوب ZrAl3.

### آلیاژهای تجاری
برخی از آلیاژهای تجاری به منظور گرمای مکانیکی پردازش شده‌اند. تلاش اصلی روی آلیاژهای سری Al 7000، آلیاژهای Al-Li، کامپوزیت‌های ماتریس فلزی مبتنی بر آل، و مواد آلیاژی مکانیکی بوده‌است.

### کامپوزیت‌های آلیاژ آلومینیوم
آلیاژ آلومینیوم و کامپوزیتهای آن کاربردهای گسترده‌ای در صنایع خودرو دارند. در دمای اتاق، کامپوزیت‌ها معمولاً نسبت به آلیاژ اجزای آن مقاومت بالاتری دارند. در دمای بالا، آلیاژ آلومینیوم تقویت شده توسط ذرات یا صدف مانند SiO2، Si3N4 و SiC می‌تواند طول کششی بیش از ۷۰۰٪ داشته باشد. کامپوزیت‌ها غالباً توسط متالورژی پودر ساخته می‌شوند تا از اندازه‌های دانه ریز و پراکندگی مناسب از تقویت‌ها اطمینان حاصل کنند. اندازه دانه که امکان تغییر شکل مطلوب موم‌سان را به وجود می‌آورد، معمولاً ۱ ۰٫۵ ۱/۰ میکرومتر، کمتر از نیاز به ابر موم‌سان معمولی است. درست مانند سایر مواد ابرمومسانی، میزان حساسیت به کرنش m بزرگتر از ۰٫۳ است، که نشان دهنده مقاومت خوبی در برابر پدیده گردنبندهای محلی است. چند کامپوزیت از آلیاژ آلومینیوم مانند سری ۶۰۶۱ و سری ۲۰۲۴ ابرخوردگی سرعت بالا را نشان داده‌اند که در رژیم کرنش بسیار بالاتر از سایر مواد ابرمومسانی اتفاق می‌افتد. این خاصیت باعث می‌شود کامپوزیت‌های آلیاژ آلومینیوم به‌طور بالقوه برای تشکیل موم‌سان فوق‌العاده مناسب باشند زیرا کل فرایند را می‌توان در مدت زمان کوتاهی انجام داد و در زمان و انرژی صرفه جویی می‌شود.

#### سازوکار تغییر شکل کامپوزیت‌های آلیاژ آلومینیوم
رایج‌ترین سازوکار تغییر شکل در کامپوزیت‌های آلیاژ آلومینیوم، کشویی مرز دانه (GBS) است که اغلب با انتشار اتم / جابجایی همراه است تا تغییر شکل را در خود جای دهد. [۵] مدل مکانیسم GBS حساسیت به میزان کرنش ۰٫۳ را پیش‌بینی می‌کند، که با بیشتر کامپوزیت‌های آلیاژ آلومینیوم فوق‌العاده موم‌سان موافق است. کشویی مرز دانه نیاز به چرخش یا مهاجرت دانه‌های بسیار ریز در دمای نسبتاً زیاد دارد؛ بنابراین، پالایش اندازه دانه و جلوگیری از رشد دانه در دمای بالا از اهمیت برخوردار است.
همچنین گفته می‌شود که دمای بسیار بالا (نزدیک به نقطه ذوب) به سازوکار دیگری، کشویی بین سطحی مربوط می‌شود؛ زیرا در دماهای بالا مایعات جزئی در ماتریس ظاهر می‌شوند. گران‌روی مایع نقش اصلی را برای جابجایی کشویی مرزهای دانه مجاور ایفا می‌کند. کاویتاسیون و غلظت استرس ناشی از افزودن تقویت‌های فاز دوم توسط جریان فاز مایع مهار می‌شود. با این حال، مایع بیش از حد منجر به حفره می‌شود و بدین ترتیب پایداری مواد بدتر می‌شود؛ بنابراین درجه حرارت نزدیک به اما بیش از حد بیش از نقطه ذوب اولیه اغلب دمای مطلوب نیست. ذوب جزئی می‌تواند به تشکیل رشته در سطح شکست منجر شود، که می‌تواند تحت میکروسکوپ الکترونی روبشی مشاهده شود. مورفولوژی و شیمی آرماتورها نیز در ابرمومسان برخی کامپوزیتها تأثیر دارند. اما هنوز هیچ معیار واحدی برای پیش‌بینی تأثیرات آنها ارائه نشده‌است.

#### روش‌هایی برای بهبود
چند روش برای بهینه‌سازی تغییر شکل فوق‌العاده کامپوزیت‌های آلیاژ آلومینیوم پیشنهاد شده‌است، که برای سایر مواد نیز نشانگر آن است:
1. پراکندگی خوب از تقویت کننده‌ها. این نیز برای عملکرد دمای اتاق اهمیت دارد.
2. اندازه دانه ماتریس را اصلاح کنید. پالایش دانه‌های بیشتری ایجاد می‌کند که می‌توانند در دمای بالا بر روی یکدیگر بچرخند و مکانیسم کشویی مرز دانه را تسهیل می‌کنند. این همچنین حاکی از نرخ کرنش مطلوب بالاتر است. روند افزایش میزان کرنش در مواد با اندازه دانه ریز مشاهده شده‌است. تغییر شکل موم‌سان شدید مانند فشار دادن زاویه ای با کانال مساوی گزارش شده‌است که قادر به دستیابی به مواد دانه ای بسیار ریز هستند.[۱۳]
3. انتخاب مناسب دما و میزان کرنش. بعضی از کامپوزیت‌ها باید نزدیک به ذوب شوند، که ممکن است اثرات متضادی بر روی سایر کامپوزیت‌ها داشته باشد.

## تیتانیوم و آلیاژهای مبتنی بر آن
در صنعت هوافضا، آلیاژهای تیتانیوم مانند Ti-6Al-4V استفاده‌های گسترده‌ای را در کاربردهای هوافضا مشاهده می‌کنند، نه تنها به دلیل خاصیت خاص دما در دمای بالا، بلکه به دلیل این واقعیت است که تعداد زیادی از این آلیاژها رفتارهای ابرمومسانی از خود نشان می‌دهند. ترموفورمینگ ورق فوق‌العاده موم‌سان به عنوان یک مسیر پردازش استاندارد برای تولید اشکال پیچیده شناخته شده‌است، به ویژه و در شکل‌گیری ابرمومسان (SPF) قابل استفاده است. با این حال، در این آلیاژهای اضافی وانادیوم آنها را به‌طور قابل توجهی گران می‌کند و بنابراین، نیاز به تولید آلیاژهای تیتانیومی ابرمومسان با افزودنی‌های آلیاژ ارزان‌تر وجود دارد. آلیاژ Ti-Al-Mn می‌تواند چنین ماده کاندیدایی باشد. این آلیاژ تغییر شکل قابل توجهی پس از یکنواخت در دمای محیط و محیط اطراف را نشان می‌دهد.

### Ti-Al-Mn OT4-1
آلیاژ Ti-Al-Mn OT4-1 در حال حاضر برای تشکیل قطعات موتور هوازی و سایر کاربردهای هوافضا با تشکیل یک مسیر معمولی که معمولاً پرهزینه، کار و تجهیزات است مورد استفاده قرار می‌گیرد. آلیاژ Ti-Al-Mn یک ماده کاندیدا برای برنامه‌های هوافضا است. با این حال، تقریباً اطلاعات کمی دربارهٔ رفتار شکل‌گیری ابرمومسانی آن موجود نیست. در این مطالعه، شکل‌گیری برآمدگی ابرمومسان با درجه حرارت بالا از آلیاژ مورد بررسی قرار گرفته و قابلیت‌های شکل‌گیری ابرمومسان نشان داده شده‌است.

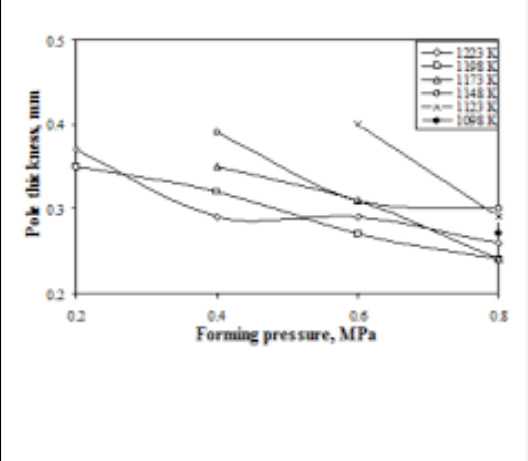
روند شکوفایی آلیاژ Ti-Al-Mn OT4-1

#### روند شکوفایی
افزایش فشار گاز ورقهای فلزی به یک روش مهم شکل‌گیری تبدیل شده‌است. با پیشرفت روند شکاف، نازک شدن قابل توجهی در مواد ورق آشکار می‌شود. مطالعات زیادی برای بدست آوردن ارتفاع گنبد با توجه به زمان تشکیل مفید برای طراح فرایند برای انتخاب ضخامت اولیه خالی و همچنین نازک شدن یکنواخت در گنبد پس از شکل‌گیری انجام شد.

#### مطالعه موردی
آلیاژ Ti-Al-Mn OT4-1 به شکل یک ورق نورد سرد ضخامت ۱ میلی‌متر در دسترس بود. ترکیب شیمیایی آلیاژ. از پرس هیدرولیک ۳۵ تنی برای شکل‌گیری برآمدگی ابرمومسان یک نیمکره استفاده شد. مجموعه ای از قالب ساخته شده و با سیستم لوله‌کشی ساخته شده بود که باعث می‌شود نه تنها گاز شفاف گاز بی اثر از مونتاژ پیش از تشکیل، بلکه برای تشکیل اجزای تحت فشار معکوس، در صورت لزوم. نمودار شماتیک مجموعه فوق‌العاده موم‌سان که برای شکل‌گیری برآمدگی با کلیه ضمیمه‌های لازم مورد استفاده قرار می‌گیرد و عکس بالای (چپ) و پایین (راست) برای SPF می‌میرد.
یک ورق دایره ای (خالی) به قطر ۱۱۸ میلی‌متر از ورق آلیاژ برش داده شد و سطوح بریده شده جلا داده شده برای جدا کردن همبرگر. جای خالی روی قالب قرار گرفت و اتاق بالا تماس گرفت. کوره به دمای تعیین شده روشن شده‌است. پس از رسیدن دمای تنظیم شده به محفظه فوقانی، فشار بیشتری برای نگه داشتن فشار نگهدارنده خالی پایین آورده شد. حدود ۱۰ دقیقه برای تعادل حرارتی مجاز بود. سیلندر گاز آرگون به تدریج به فشار تنظیم شده باز شد. به‌طور همزمان، ترانسفورماتور دیفرانسیل متغیر خطی (LVDT)، که در قسمت انتهایی نصب شده‌است، برای ضبط برآمدگی ورق تنظیم شده‌است. هنگامی که LVDT به ۴۵ میلی‌متر رسید (شعاع کف پایین)، فشار گاز متوقف شد و کوره خاموش شد. اجزای تشکیل شده هنگامی که درجه حرارت قالب به ۶۰۰ درجه سانتیگراد کاهش یافته‌است خارج می‌شوند. حذف آسان مؤلفه در این مرحله امکان‌پذیر بود. شکل‌گیری برآمدگی فوق‌العاده موم‌سان نیمکره‌ها در دمای ۱۰۹۸، ۱۱۲۳، ۱۱۴۸، ۱۱۷۳، ۱۱۹۸ و 1223 K (۸۲۵، ۸۵۰، ۸۷۵، ۹۰۰، ۹۲۵ و ۹۵۰ درجه سانتیگراد) در فشارهای ۰٫۲، ۰٫۴، ۰٫۶ و 0.87 MPa انجام شد. . با پیشرفت روند تشکیل برآمدگی، نازک شدن قابل توجهی در مواد ورق آشکار می‌شود. از روش اولتراسونیک برای اندازه‌گیری توزیع ضخامت در مشخصات اجزای تشکیل شده استفاده شد. اجزای آن از نظر توزیع ضخامت، کرنش ضخامت و ضخامت عامل مورد بررسی قرار گرفت. مطالعات میکروساختاری پس از تغییر شکل روی اجزای تشکیل یافته به منظور تجزیه و تحلیل ساختار از نظر رشد دانه، کشیدگی دانه، حفره‌ها و غیره انجام شد.

### نتایج و بحث‌ها
ریزساختار ماده دریافتی با اندازه دانه دو بعدی ۱۴ میکرومتر در شکل ۸ نشان داده شده‌است. اندازه دانه با استفاده از روش رهگیری خطی در هر دو جهت طولی و عرضی ورق نورد اندازه‌گیری شد.
شکل‌گیری موفقیت‌آمیز فوق‌العاده موم‌سان از نیمکره‌ها در دمای ۱۰۹۸، ۱۱۲۳، ۱۱۴۸، ۱۱۷۳، ۱۱۹۸ و 1223 K و فشارهای تشکیل گاز آرگون از ۰٫۲، ۰٫۴، ۰٫۶ و 0.8 MPa انجام شد. حداکثر مدت زمان ۲۵۰ دقیقه برای تشکیل کامل نیمکره داده شد. این زمان قطع ۲۵۰ دقیقه به دلایل عملی داده شد. شکل ۹ یک نمودار عکس از خالی (نمونه) و یک اجزای تشکیل دهنده برآمدگی (دمای 1123 K و فشار گاز تشکیل دهنده 0.6 MPa) را نشان می‌دهد.
زمان تشکیل اجزای سازنده با موفقیت در دماهای مختلف و فشارهای مختلف. از سفر LVDT متناسب با کف آن (که ارتفاع / عمق برآمدگی را اندازه‌گیری می‌کند) تخمین میزان شکل‌گیری بدست آمد. مشاهده شد که سرعت تشکیل در ابتدا سریع بوده و به تدریج برای کلیه محدوده دما و فشار کاهش می‌یابد، همان‌طور که در جدول ۲ گزارش شده‌است. در دمای خاص، با افزایش فشار تشکیل، زمان تشکیل کاهش می‌یابد. به‌طور مشابه در فشار تشکیل داده شده، با افزایش دما، زمان تشکیل کاهش می‌یابد.
ضخامت مشخصات برآمدگی در ۷ نقطه شامل حاشیه (پایه) و قطب اندازه‌گیری شد. این نقاط با در نظر گرفتن خط بین مرکز نیمکره و نقطه پایه به عنوان مرجع و جبران ۱۵ درجه تا رسیدن نقطه قطب انتخاب شدند. از این رو نقاط ۱، ۲، ۳، ۴ و ۵ زاویه ۱۵ درجه، ۳۰ درجه، ۴۵ درجه، ۶۰ درجه و ۷۵ درجه را به ترتیب با پایه نیمکره همان‌طور که در شکل ۱۰ نشان داده شده‌است پایین می‌آورند. این نقاط در پروفایل برآمدگی با استفاده از تکنیک اولتراسونیک - سایپرز، باشگاه دانش مقادیر ضخامت برای هر یک از مؤلفه‌های نیم کره ای که با موفقیت شکل گرفته‌اند.
شکل ۱۱ ضخامت قطب نیم کره‌های کاملاً شکل یافته را به عنوان تابعی از ایجاد فشار در دماهای مختلف نشان می‌دهد. در دمای خاص ضخامت قطب با افزایش فشار شکل‌گیری کاهش می‌یابد. برای کلیه موارد مورد بررسی، ضخامت قطب در دامنه حدود ۰٫۳ تا ۰٫۴ میلی‌متر از ضخامت خالی اصلی ۱ میلی‌متر قرار داشت.
فشار ضخامت، ln (S / S0)، که در آن S ضخامت موضعی و S0 ضخامت اولیه است، در کلیه اجزای سازنده با موفقیت در مکانهای مختلف محاسبه شد. برای فشار خاص، با افزایش دمای تشکیل، فشار ضخامت کاهش می‌یابد. شکل ۱۲ فشار ضخامت، ln (S / S0) را به عنوان تابعی از موقعیت در امتداد سطح مقطع گنبد در صورت وجود یک جزء تشکیل شده در 1123 K با فشار تشکیل 0.6 MPa نشان می‌دهد.
ریزساختار پس از تشکیل نشان داد که هیچ تغییر معنی داری در اندازه دانه مشاهده نشده‌است. شکل ۱۳ ساختار ساختار برآمدگی در پایه و قطب را برای یک جزء تشکیل شده در دمای 1148 K نشان می‌دهد و فشار 0.6 MPa را تشکیل می‌دهد. این ریزساختارها تغییر معنی داری در اندازه دانه نشان نمی‌دهند.

#### نتیجه
رفتار تغییر شکل درجه حرارت بالا و قابلیت شکل‌گیری فوق‌العاده موم‌سان آلیاژ Ti-Al-Mn مورد بررسی قرار گرفت. شکل‌گیری موفقیت‌آمیز نیمکره‌های قطر ۹۰ میلی‌متر با استفاده از مسیر ابرمومسان در محدوده دمای ۱۰۹۸ تا 1223 K و با ایجاد فشار محدوده ۰٫۲ تا ۰٫۸ مگاپاسکال انجام شد. نتیجه‌گیری زیر می‌توان نتیجه گرفت:
1. با افزایش فشار گاز یا دمای دما، زمان تشکیل به شدت کاهش می‌یابد. سرعت تشکیل در ابتدا زیاد بود اما با گذشت زمان به تدریج کاهش می‌یابد.
2. در دمای خاص ضخامت قطب با افزایش فشار شکل‌گیری کاهش می‌یابد. برای کلیه موارد مورد بررسی، ضخامت قطب در حدود ۰٫۳ تا ۰٫۴ میلی‌متر از ضخامت خالی اصلی ۱٫۰ میلی‌متر قرار داشت.
3. عامل نازک شدن و کرنش ضخامت با افزایش حرکت از حاشیه به قطب افزایش یافت. ریزساختارهای پس از تشکیل هیچ تغییر معنی داری در اندازه دانه نشان نمی‌دهند.

## آهن و فولاد
بیشتر بر روی مواد غیر واجد شرایط مانند فولاد آستنیتی آلیاژ Fe ‐ Mn ‐ Al است که برخی از پارامترهای خاص مواد را از نزدیک با مکانیسم‌های ریزساختاری مرتبط می‌کند. این پارامترها به عنوان شاخص پتانسیل ابرمومسان مواد استفاده می‌شوند. مواد برای تست کشش داغ، در محدوده دما از ۶۰۰ درجه سانتیگراد تا ۱۰۰۰ درجه سانتیگراد و نرخ کرنش vary متفاوت از ۱۰–۶ تا 1 S-۱ − ارائه شد. پارامتر حساسیت میزان کرنش (m) و حداکثر کشیدگی مشاهده شده تا زمانی که پارگی (εr) قابل تعیین باشد و همچنین از آزمون کششی گرم بدست آمده‌است.

### آهن با آلیاژهای منگنز و آلومینیوم
این آزمایش‌ها احتمال رفتار ابرمومسان را در آلیاژ Fe منگنز n Al در محدوده دما از ۷۰۰ درجه سانتیگراد تا ۹۰۰ درجه سانتیگراد با اندازه دانه در حدود ۳ میکرومتر (اندازه دانه ASTM 12) و حساسیت متوسط سرعت کرنش از 0.54 m m، و همچنین حداکثر کشیدگی در هنگام پارگی حدود ۶۰۰٪ است.

### آهن با آلیاژهای آلومینیوم و تیتانیوم
رفتار فوق‌العاده موم‌سان آلیاژهای Fe-28Al , Fe-28Al-2Ti و Fe-28Al-4Ti با آزمایش کششی، میکروسکوپ نوری و میکروسکوپ الکترونی انتقال بررسی شده‌است. تست‌های کششی در ۷۰۰–۹۰۰ درجه سانتیگراد تحت دامنه سرعت کرنش در حدود ۱۰–۵ تا ۱۰–۲ ثانیه در ثانیه انجام شد. حداکثر شاخص حساسیت نرخ کرنش m 5/0 و بیشترین طول کشش ۶۲۰٪ مشاهده شد. در آلیاژهای Fe3Al و Fe Al با اندازه‌های دانه ۱۰۰ تا ۶۰۰μm تمامی خصوصیات تغییر شکل آلیاژهای فوق دانه ای با اندازه دانه ریز معمولی را نشان می‌دهد.
با این حال، رفتار ابرمومسان در آلومینیدهای آهن دانه بزرگ و بدون نیازهای معمول برای ابرمومسان اندازه دانه ریز و کشویی مرز دانه پیدا شد. بررسیهای متالوگرافی نشان داده‌اند که متوسط دانه آلومینیدهای آهن دانه بزرگ در طی تغییر شکل ابرمومسان کاهش یافته‌است.

## سرامیک
اتمهای موجود در مواد سرامیکی توسط پیوند شیمیایی در کنار هم قرار می‌گیرند. دو پیوند شیمیایی متداول برای مواد سرامیکی کووالانسی و یونی هستند. برای فلزات، پیوند شیمیایی پیوند فلزی نامیده می‌شود. پیوند اتمها با هم در پیوندهای کووالانسی و یونی بسیار قوی تر از فلز است. به همین دلیل است که به‌طور کلی فلزات قابل انعطاف هستند و سرامیک‌ها شکننده هستند. با توجه به طیف وسیعی از خواص مواد سرامیکی، از آنها برای تعداد زیادی کاربرد استفاده می‌شود.

### خواص ابرمومسان
درخشندگی با فشار بالا در آلیاژهای آلومینیومی و مبتنی بر منیزیم مشاهده شده‌است. اما در مورد مواد سرامیکی، تغییر شکل ابرمومسان برای اکثر اکسیدها محدود به میزان کرنش کم بوده و نیتریدها با وجود حفره‌هایی که منجر به نارسایی زودرس می‌شوند. در اینجا ما نشان می‌دهیم که یک ماده سرامیکی کامپوزیتی متشکل از اکسید زیرکونیوم تتراگونال، منیزیم آلومینات فاز نخاعی و آلفا آلومینا را نشان می‌دهد و در سطح کرنش تا 1.0 S-۱ ۱ سطح موم‌سان را نشان می‌دهد. کامپوزیت همچنین کشش کششی بزرگی را نشان می‌دهد، بیش از 1050 str یا نرخ کرنش 0.4 s-۱. فلزات و سرامیک‌های ابرمومسان قابلیت تغییر شکل بیش از ۱۰۰٪ بدون شکستگی را دارند و باعث می‌شوند شکل خالص در دماهای بالا شکل بگیرد. این مواد جذاب در درجه اول توسط کشویی مرز دانه تغییر شکل می‌دهند، فرآیندی که با اندازه دانه ریز سرعت می‌یابد. با این حال، بیشتر سرامیک‌ها که با اندازه دانه ریز شروع می‌شوند، رشد سریع دانه را در طی تغییر شکل درجه حرارت بالا تجربه می‌کنند، و آنها را برای شکل‌گیری ابرمومسان طولانی مناسب نمی‌کند. می‌توان رشد دانه را با استفاده از مرحله دوم جزئی (پین کردن زنر) یا با ساختن یک سرامیک با سه مرحله محدود کرد، جایی که دانه تا تماس دانه در همان فاز به حداقل می‌رسد. یک تحقیق در مورد دانه ریز آلومینا-مولیت سه فاز (3Al2O3 • 2SiO2) - زیرکونیا، با کسری با حجم تقریباً برابر از سه فاز، نشان می‌دهد که نرخ کرنش فوق‌العاده موم‌سان به بزرگی ۱۰/۲ / ثانیه در ۱۵۰۰ درجه سانتیگراد می‌تواند برسد. این نرخ فشار بالا، سرامیک فوق‌العاده موم‌سان را در قلمرو امکان‌سنجی تجاری قرار می‌دهد.

#### حفره‌ها
شکل‌دهی ابرمومسانی تنها در صورتی کار می‌کند که حفره‌ها در طول کشش مرز دانه رخ ندهند، آن حفره‌ها یا محل‌های انتشار یا تولید جابجایی را به عنوان مکانیسم‌هایی برای جا به جایی مرز کشویی ترک می‌کنند. تنشهای کاربردی در هنگام شکل‌گیری فوق‌العاده موم‌سان سرامیکی متوسط، معمولاً 20-20 MPa، معمولاً به اندازه کافی زیاد برای تولید جابجایی در بلورهای منفرد نیستند، بنابراین باید از اسکان جابجایی استفاده شود. برخی از ویژگی‌های غیر معمول و منحصر به فرد این سرامیک‌های ابرمومسانی سه فاز فاش خواهد شد، با این حال، این نشان می‌دهد که سرامیک‌های ابرمومسانی ممکن است تفاوت‌های بیشتری با فلزات نسبت به گذشته داشته باشند.

#### پلی کریستال زیرکونیا تتراگونال تثبیت شده با ایتریا
اکسید اتریم به عنوان تثبیت کننده استفاده می‌شود. این ماده از نظر ساختاری عمدتاً چهار ضلعی است. Y-TZP دارای بالاترین مقاومت خمشی در تمام مواد بر پایه زیرکونیا است. اندازه دانه خوب Y-TZP باعث می‌شود در وسایل برش استفاده شود که به دلیل مقاومت در برابر سایش زیاد، لبه بسیار تیز حاصل می‌شود و حفظ می‌شود. در نظر گرفته می‌شود که اولین سرامیک پلی کریستالی حقیقی واقعی با 3-mol٪ Y-TZP (3Y-TZP) فوق‌العاده باشد که اکنون به عنوان سیستم سرامیکی مدل در نظر گرفته می‌شود. اندازه درجه ریز منجر به یک سرامیک بسیار متراکم و غیر متخلخل با مقاومت مکانیکی عالی، مقاومت در برابر خوردگی، چقرمگی ضربه، مقاومت در برابر شوک حرارتی و هدایت حرارتی بسیار کم می‌شود. با توجه به ویژگی‌های آن از Y-TZP در قطعات سایش، ابزار برش و روکش‌های مانع حرارتی استفاده می‌شود.

#### اندازه دانه
خواص ابرمومسانی 3Y-TZP تا حد زیادی تحت تأثیر اندازه دانه قرار دارد، طول کشش تا شکست کاهش می‌یابد و با افزایش اندازه دانه مقاومت به جریان افزایش می‌یابد.

## آلومینا (Al2O3)
آلومینا احتمالاً یکی از سرامیک‌های ساختاری است که به‌طور گسترده مورد استفاده قرار می‌گیرد، اما در نتیجه رشد سریع دانه ناهمسانگرد در حین تغییر شکل درجه حرارت بالا، جذب آلومینا دشوار است. صرف نظر از آن، مطالعات متعددی در مورد مومی‌پذیری در غلظت‌های ریزدانه Al2O3 انجام شده‌است. اندازه دانه در حدود ۰٫۶۶ میکرومتر در یک Al2O3 با دوز 500 ppmm Y23 به دست آمد. به عنوان یک نتیجه از این اندازه دانه ریز، Al2O3 دارای کشش پارگی ۶۵٪ در دمای ۱۴۵۰ درجه سانتیگراد تحت استرس کاربردی ۲۰ مگاپاسکال است.